# Жанно, Бенжамен
Бенжаме́н Жанно́ (фр. Benjamin Jeannot; 22 января 1992, Лаксу, Франция) — французский футболист, нападающий клуба «Дижон», выступавший на правах аренды за клуб Кан.

## Карьера

### Клубная
Бенжамен Жанно — воспитанник клуба «Нанси». Дебютировал в основном составе клуба 12 февраля 2011 года в матче Лиги 1 против «Осера»
.
Летом 2012 года нападающий был отдан в аренду в клуб Лиги 2 «Шатору». Впервые сыграл за новую команду в матче первого тура чемпионата с «Лавалем», сыгранном 27 июля 2012 года
.
24 августа 2012 года Жанно забил первый гол за «Шатору» (в матче против «Тура»)
.

### В сборной
Бенжамен Жанно выступал за юношеские сборные Франции различных возрастов. 5 июня 2011 года сыграл за молодёжную сборную Франции в товарищеском матче с командой Украины
.

## Статистика
| Клуб              | Сезон   | Национальный чемпионат | Национальный чемпионат | Национальный чемпионат | Национальные кубки | Национальные кубки | Континентальные кубки | Континентальные кубки | Всего | Всего |
| Клуб              | Сезон   | Лига                   | Игры                   | Голы                   | Игры               | Голы               | Игры                  | Голы                  | Игры  | Голы  |
| ----------------- | ------- | ---------------------- | ---------------------- | ---------------------- | ------------------ | ------------------ | --------------------- | --------------------- | ----- | ----- |
| Нанси             | 2010/11 | Лига 1                 | 9                      | 0                      | 0                  | 0                  | 0                     | 0                     | 9     | 0     |
| Нанси             | 2011/12 | Лига 1                 | 6                      | 0                      | 1                  | 0                  | 0                     | 0                     | 7     | 0     |
| Всего за «Нанси»  |         |                        | 15                     | 0                      | 1                  | 0                  | 0                     | 0                     | 16    | 0     |
| Шатору            | 2012/13 | Лига 2                 | 18                     | 4                      | 1                  | 0                  | 0                     | 0                     | 19    | 4     |
| Всего за «Шатору» |         |                        | 18                     | 4                      | 1                  | 0                  | 0                     | 0                     | 19    | 4     |
| Всего             |         |                        | 33                     | 4                      | 2                  | 0                  | 0                     | 0                     | 35    | 4     |